# Molnár Zsolt (labdarúgó, 1968)
Molnár Zsolt (1968. szeptember 24. –) magyar labdarúgó, a Videoton FC egykori jobbhátvédje.

## Életrajz
1968ban született Fejér megyében.1987 és 1993 között a Videoton FC labdarúgója volt. Első labdarúgó-mérkőzése 1987. május 24-én volt, a Videoton FC–Rába ETO hazai mérkőzés. Utolsó labdarúgó-mérkőzése 1993. május 8-án volt, a Kispest-Honvéd–Videoton FC mérkőzés.
Összesen 6925 percet (avagy 115,417 órát) töltött a pályán labdarúgó-mérkőzések során. 20 sárga lapot és 1 piros lapot kapott pályafutása során.